# Fútbol Club Cartagena

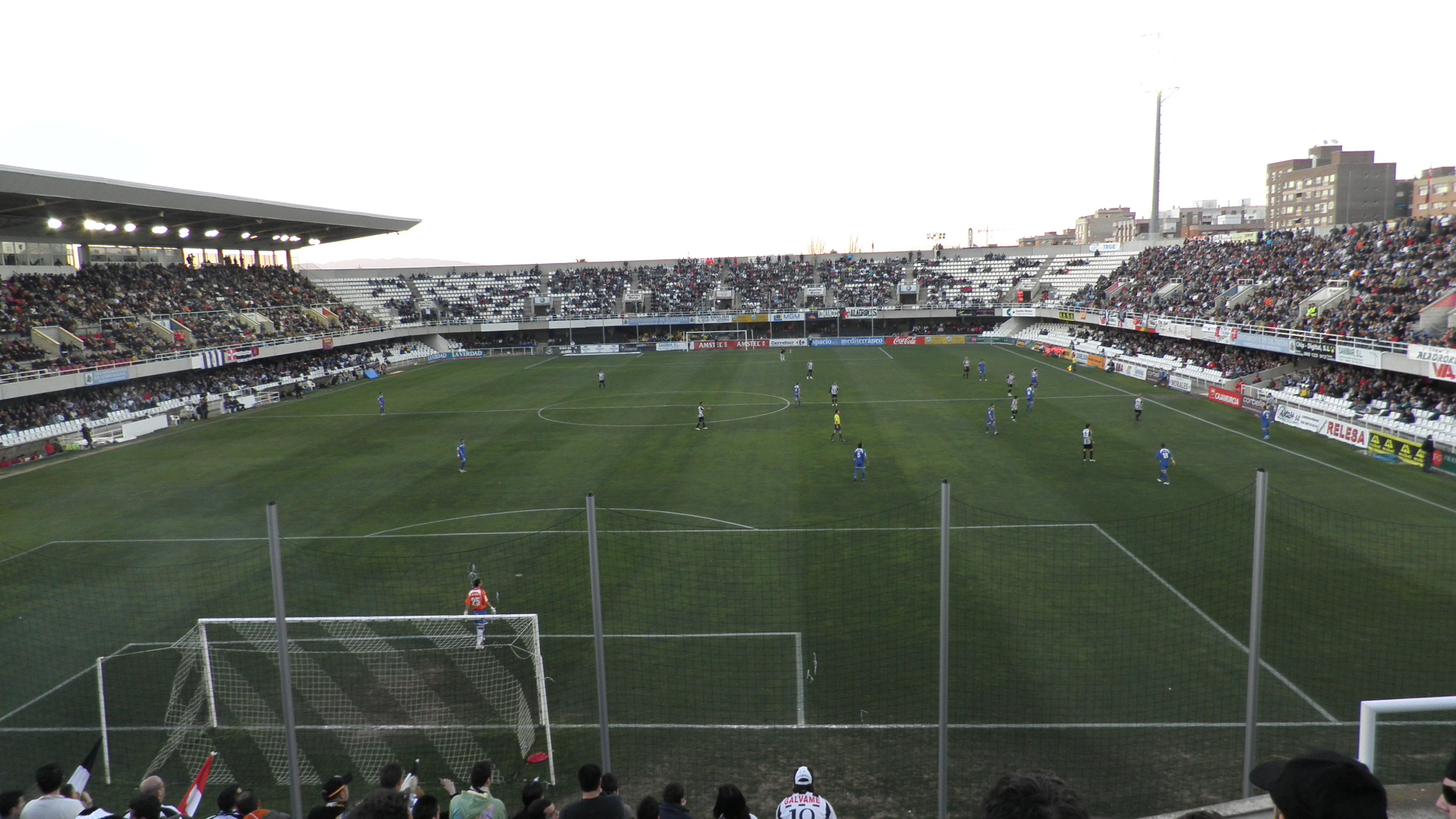
Panoràmica de l'Estadi Cartagonova

El Fútbol Club Cartagena (popularment anomenat Efesé) és un club de futbol de Cartagena (Regió de Múrcia, Espanya) fundat l'any 1995 amb el nom de Cartagonova Fútbol Club. Actualment juga a la Segona divisió espanyola de futbol.
És un club totalment diferent al Cartagena Fútbol Club, fundat l'any 1919, malgrat la similitud de noms i equipació.

## Història[1]
El Cartagonova Club de Fútbol va ser fundat un 25 de juliol del 1995 a causa dels greus problemes econòmics del principal equip de la ciutat, el Cartagena Fútbol Club. El seu fundador va ser el primer president de l'entitat, Florentino Manzano. Després d'una breu etapa a categories regionals i Tercera Divisió, des del 1998 l'equip es va consolidar a la Segona divisió B.
Després d'una etapa de dificultats económiques que amenaçaren amb el descens i fins i tot la desaparició del Club, l'empresari local Francisco Gómez Hernández se'n va fer càrrec del Club des de la temporada 2003-04. Va ser aleshores quan el Club va canviar la seva denominació per la de Fútbol Club Cartagena, el 2004.
Després d'onze temporades a la Segona Divisió B, la temporada 2008-09 va aconseguir l'ascens a la Segona Divisió A, on va romandre tres temporades. La temporada 2009-10 va estar a punt d'ascendir a la Primera Divisió, ocupant els primers llocs i fins i tot el lideratge de la classificació durant bona part del campionat; però finalment va quedar en cinquè lloc, sense opció d'ascens..
Finalment, la temporada 2011-12 va quedar avantpenúltim, descendint a la Segona Divisió B, Grup 4.

### Classificacions en Lliga
| - 1995-96: Reg. Preferent (2n) - 1996-97: 3a Divisió (1r) - 1997-98: 3a Divisió (1r) - 1998-99: 2a Divisió B (2n) - 1999-00: 2a Divisió B (8è) | - 2000-01: 2a Divisió B (13è) - 2001-02: 2a Divisió B (12è) - 2002-03: 2a Divisió B (11è) - 2003-04: 2a Divisió B (15è) - 2004-05: 2a Divisió B (13è) | - 2005-06: 2a Divisió B (1r) - 2006-07: 2a Divisió B (5è) - 2007-08: 2a Divisió B (8è) - 2008-09: 2a Divisió B (1r) - 2009-10: 2a Divisió (5è) | - 2010-11: 2a Divisió (13è) - 2011-12: 2a Divisió (20è) - 2012-13: 2a Divisió B |

 - Campionat de lliga 

 - Ascens 

 - Descens

## Presidents
- 1995-2002: Florentino Manzano
- 2002-03: Luis Oliver Albesa
- 2003-actual: Francisco Gómez Hernández

## Escut
L'escut actual és de l'any 2003 i està fet imitant els trets bàsics de l'escut de l'històric Cartagena FC, fundat l'any 1919.
Es divideix en quatre parts. La part superior representa la bandera de la província marítima de Cartagena (creu blanca sobre fons vermell). Al centre, el nom del Club i just davall, els colors del club amb una antiga pilota al centre. Finalment, a la secció inferior hi figura el submarí d'Isaac Peral. L'escut està coronat per les almenes d'or, igual que l'escut de la ciutat.

## Uniforme
- Uniforme titular: Samarreta amb franges verticals blanques i negres, pantalons negres, mitges negres.
- Uniforme alternatiu: Samarreta taronja, pantalons blancs, mitges taronges.

## Estadi
El seu terreny de joc és l'Estadi Cartagonova, que va ser construït seguint fidelment el projecte per a la construcció del Miniestadi del Futbol Club Barcelona. Va ser inaugurat l'any 1988 i té capacitat per a uns 15.100 espectadors, tots asseguts. El comparteix amb l'altre gran club de la ciutat, el Cartagena Fútbol Club.

## Dades del club
- Temporades a Segona Divisió A (3): 2009-10, 2010-11, 2011-12
- Temporades a Segona Divisió B (11): 1998 a 2009
- Temporades a Tercera Divisió (2): 1996-97, 1997-98
- Temporades a Regional Preferent (1): 1995-96
- Millor classificació a la lliga: 5è (Segona Divisió, temporada 2009-10)
- Pitjor classificació a la lliga: 20è (Segona Divisió, temporada 2011-12)

## Jugadors i equip tècnic

### Plantilla 2024-25
A 19 agost 2024
| N. | Pos. | Nac. | Jugador                                       |
| -- | ---- | --- | --------------------------------------------- |
| 1  | POR  | [[Fitxer:Flag of the Valencian Community (2x3).svg\|23x15px\|border \|alt=País Valencià\|link=Selecció de futbol del País Valencià\|{{#if:\|]] | Pablo Cuñat (cedit pel Llevant UE)            |
| 2  | DEF  | [[Fitxer:Flag of Spain.svg\|23x15px\|border \|alt=Espanya\|link=Selecció de futbol d'Espanya\|{{#if:\|]]                                       | Jorge Moreno (cedit pel CA Osasuna)           |
| 3  | DEF  | [[Fitxer:Flag of Spain.svg\|23x15px\|border \|alt=Espanya\|link=Selecció de futbol d'Espanya\|{{#if:\|]]                                       | José Ríos Reina                               |
| 4  | DEF  | [[Fitxer:Flag of Spain.svg\|23x15px\|border \|alt=Espanya\|link=Selecció de futbol d'Espanya\|{{#if:\|]]                                       | Pedro Alcalá (capità)                         |
| 5  | DEF  | [[Fitxer:Flag of Spain.svg\|23x15px\|border \|alt=Espanya\|link=Selecció de futbol d'Espanya\|{{#if:\|]]                                       | Gonzalo Verdú                                 |
| 6  | MIG  | [[Fitxer:Flag of Spain.svg\|23x15px\|border \|alt=Espanya\|link=Selecció de futbol d'Espanya\|{{#if:\|]]                                       | Sergio Guerrero                               |
| 7  | DAV  | [[Fitxer:Flag of Uruguay.svg\|23x15px\|border \|alt=Uruguai\|link=Selecció de futbol de l'Uruguai\|{{#if:\|]]                                  | Gastón Valles (cedit pel RCD Espanyol)        |
| 8  | MIG  | [[Fitxer:Flag of Spain.svg\|23x15px\|border \|alt=Espanya\|link=Selecció de futbol d'Espanya\|{{#if:\|]]                                       | Luis Muñoz                                    |
| 9  | DAV  | [[Fitxer:Flag of Spain.svg\|23x15px\|border \|alt=Espanya\|link=Selecció de futbol d'Espanya\|{{#if:\|]]                                       | Alfredo Ortuño (2n capità)                    |
| 10 | DAV  | [[Fitxer:Flag of Spain.svg\|23x15px\|border \|alt=Espanya\|link=Selecció de futbol d'Espanya\|{{#if:\|]]                                       | Dani Escriche (cedit per l'Albacete Balompié) |

| N. | Pos. | Nac. | Jugador                               |
| -- | ---- | --- | ------------------------------------- |
| 12 | DEF  | [[Fitxer:Flag of Montenegro.svg\|23x15px\|border \|alt=Montenegro\|link=Selecció de futbol de Montenegro\|{{#if:\|]] | Andrija Vukčević (cedit pel Juárez)   |
| 13 | POR  | [[Fitxer:Flag of Catalonia.svg\|23x15px\|border \|alt=Catalunya\|link=Selecció de futbol de Catalunya\|{{#if:\|]]    | Toni Fuidias (cedit pel Girona FC)    |
| 17 | MIG  | [[Fitxer:Flag of Spain.svg\|23x15px\|border \|alt=Espanya\|link=Selecció de futbol d'Espanya\|{{#if:\|]]             | Andy Rodríguez                        |
| 18 | MIG  | [[Fitxer:Flag of Argentina.svg\|23x15px\|border \|alt=Argentina\|link=Selecció de futbol de l'Argentina\|{{#if:\|]]  | Damián Musto                          |
| 19 | DEF  | [[Fitxer:Flag of Spain.svg\|23x15px\|border \|alt=Espanya\|link=Selecció de futbol d'Espanya\|{{#if:\|]]             | Martín Aguirregabiria                 |
| 20 | DEF  | [[Fitxer:Flag of Spain.svg\|23x15px\|border \|alt=Espanya\|link=Selecció de futbol d'Espanya\|{{#if:\|]]             | Jairo Izquierdo                       |
| 23 | DAV  | [[Fitxer:Flag of Spain.svg\|23x15px\|border \|alt=Espanya\|link=Selecció de futbol d'Espanya\|{{#if:\|]]             | Cedric Teguia                         |
| 24 | DEF  | [[Fitxer:Flag of Montenegro.svg\|23x15px\|border \|alt=Montenegro\|link=Selecció de futbol de Montenegro\|{{#if:\|]] | Nikola Šipčić (cedit pel CD Tenerife) |
| 37 | DAV  | [[Fitxer:Flag of Italy.svg\|23x15px\|border \|alt=Itàlia\|link=Selecció de futbol d'Itàlia\|{{#if:\|]]               | Pocho Román (cedit pel FC Barcelona)  |

### Jugadors destacats
| - Pascal Cygan - Kiko Casilla - Víctor | - Botelho - Maldonado - Toni Moral | - Jordi Pablo - Expósito - Pablo Ruiz |

### Entrenadors
| - 1995-97: Chechu Delgado - 1997-98: Javier Quintana - 1998: Pere Valentí Mora - 1998-2000: Jesús Aranguren - 2000: Paco Sánchez - 2001: Juanjo Díaz - 2001: Carlos Trasante - 2001: Antonio Gómez - 2001-02 : Felipe Mesones - 2002: José Ramón Corchado - 2002: Pepe Murcia | - 2002: Manuel Palomeque - 2002: Juan Señor - 2003: Miguel Rivera - 2003-04: Machuca - 2004: Juan Francisco Alcoy - 2004: Pep Balaguer - 2005: Vicente Carlos Campillo - 2005: Juan Francisco Alcoy - 2005-06: Juan Ignacio Martínez - 2006-07: David Amaral - 2007: Pedro Arango | - 2007: José Luis Montes - 2007: Juan Francisco Alcoy - 2007-08: Pichi Lucas - 2008: Fabriciano González, "Fabri" - 2008-09: Paco Jémez - 2009-11: Juan Ignacio Martínez - 2011: Paco López - 2011-12: Javi López - 2012: Carlos Ríos - 2012-13: José Francisco Grao, "Pato" |

## Equip filial
Actualment, el Cartagena Fútbol Club és l'equip filial del Fútbol Club Cartagena mitjançant un contracte de filiació. Juga a la Regional Preferent de la Regió de Múrcia.

## Palmarès

### Tornejos estatals
- Segona Divisió B (2): 2006 i 2009
- Tercera Divisió (2): 1997 i 1998
- Subcampió de la Segona Divisió B (1): 1999

### Tornejos regionals
- Trofeu Ciutat de Cartagena (Caravel·la de Plata) (8): 1997, 1998, 2000, 2001, 2002, 2005, 2008 i 2009
- Trofeo 7 Regió de Múrcia (3): 2006, 2007 i 2008
- Trofeo de la Amistad (2): 2006 i 2007
- Trofeo Costa Cálida (1): 2009